# マット・カッツ
マシュー・カッツ（英語：Matthew "Matt" Cutts、1972年または1973年 - ）は、アメリカのソフトウェア・エンジニア。 米国デジタルサービスのアドミニストレーター。かつてはGoogleのスパム対策チームのリーダーで、検索品質チームとともに検索エンジン最適化問題の対策にあたっていた。

## 学歴
カッツは1995年にケンタッキー大学でコンピュータサイエンスと数学の学士を取得した。その後ノースカロライナ大学チャペルヒル校に進学し、1998年理学修士を取得した。

## 経歴
チャペルヒル校でPh.D.を取得した時カッツは検索エンジンについての仕事を始めた。2000年1月、カッツはGoogleにソフトウェア・エンジニアとして入社した。2007年のPubConで、カッツは大学の図書館情報学部ではないところで2つの講座をとったあと、自らの研究分野をコンピュータサイエンスから情報検索や検索エンジンに変えた。グーグルの検索品質チームで働く前、カッツは宣伝技術部やセーフサーチ、グーグルのファミリーフィルターで働いていた。そこで彼は「ポーン・クッキー・ガイ」（porn cookie guy）というあだ名をつけられた。これは、彼が検索結果に必要とされていないポルノ画像が登場する見本を提供した同僚に妻の手作りクッキーをあげていたことによる。
カッツはグーグルの検索エンジンとスパム対策に関するグーグルの特許の共同発明者の1人である。
2010年11月、カッツは新米プログラマーを対象にマイクロソフト・KinectにLinuxと、より互換性を持たせるコンテストを開催した。当時マイクロソフトはサポートされていないXbox 360以外のデバイスでKinectを使い始めていた。
2012年1月、グーグルが自身の品質ガイドラインに違反していたというニュースが流れたとき、カッツはGoogle Chromeのホームページのページランクを格下げすることを主張し、カッツに特別な支配権が与えられていないことが注目された。
2014年7月、マットは自身のブログで家族と過ごしたり、ハーフトライアスロンなど新しいことにチャレンジしたりする時間を増やすため数ヶ月間の休暇をとると発言した。グーグルに入社する際、彼は妻と、4 - 5年グーグルで働いたあとは一緒に時間をすごすということで合意していた。マットは15年越しでそれを実行した。